# Словацкий, Юлиуш
Ю́лиуш Слова́цкий (Юлий Словацкий; пол. Juliusz Słowacki; 4 сентября 1809, Кременец, Волынская губерния, Российская империя (ныне — Тернопольская область, Украина) — 3 апреля 1849, Париж, Франция) — польский поэт и драматург; причисляется к величайшим польским поэтам эпохи Романтизма наряду с Адамом Мицкевичем и Зыгмунтом Красинским.

## Биография
Сын Эузебиуша Словацкого, профессора Кременецкого лицея и Виленского университета. После его смерти мать Юлиуша Саломея (до замужества Янушевская), армянка по происхождению, вышла замуж за доктора медицины и философии Августа Бекю. Благодаря этому юноша общался с видными польскими литераторами и интеллектуалами (был знаком, в частности, с Адамом Мицкевичем, Иоахимом Лелевелем, Яном Снядецким, Анджеем Снядецким) и получил хорошее образование.
В 1828 году Юлиуш Словацкий окончил Виленский университет. В 1829 году переехал в Варшаву и поступил на должность в государственную комиссию по доходам и казне.
Во время Ноябрьского восстания 1830 года некоторое время был обозревателем событий, написал несколько патриотических стихов. В декабре 1830 года вместе с посольством Сейма выехал в Лондон.
После подавления Ноябрьского восстания вынужден был остаться в эмиграции и поселиться в Париже, где и издал свои первые стихотворные произведения, среди которых была «Duma o Wacławie Rzewuskim», посвящённая событиям при Дашеве, где пропал без вести знаменитый польский путешественник и востоковед Вацлав Северин Ржевуский.
В 1833—1835 годах жил в Швейцарии, позднее до 1838 года путешествовал по Италии, Греции, Египту, Палестине, Сирии. Последние годы жизни провёл преимущественно в Париже. В 1842 году познакомился с Анджеем Товяньским и на недолгое время примкнул к его Кругу Божьего дела (пол. Koło Sprawy Bożej).
Умер в Париже в 1849 году от туберкулёза. Был похоронен на кладбище Монмартр. В июне 1927 года его прах по распоряжению Юзефа Пилсудского перевезён в Краков и помещён в Вавельском кафедральном соборе рядом с могилой Адама Мицкевича. В день захоронения праха Словацкого в Вавеле в Вильне была открыта мемориальная таблица с бюстом поэта на доме, где он жил в квартире Бекю. На Монмартре сохранилось первоначальное надгробие.

## Творчество
Несчастливая юношеская влюблённость в Людвику Снядецкую, дочь профессора Анджея Снядецкого, и самоубийство ближайшего друга, поэта и ориенталиста Людвика Шпицнагеля (1827), стали биографической канвой первых подражательных стихотворных произведений на темы одиночества.
Дебютировал в печати в 1830 году поэмами «Гуго» („Hugo“), «Ян Белецкий» („Jan Bielecki“) (1830). В ранних романтических поэмах ориентальной и исторической тематики отчётливо заметно влияние Байрона и Мицкевича. Написанная в 1829 году драма «Миндовг» в жанровом отношении близка шекспировским драматическим хроникам и обнаруживает интерес автора к механизмам феодальной борьбы за власть.
Первый сборник стихотворений — „Poezji“, в 2 томах, 1832. В лирике доминируют мотивы патриотической скорби, революционной стойкости («Гимн» („Hymn“), 1836, опубликован 1839; «Моё завещание», 1839—1840, и другие). Многие произведения Юлиуша Словацкого посвящены разгрому Ноябрьского восстания в 1831 году, судьбам эмиграции и польских ссыльных. В них он выступал с позиции польской шляхты. Ему принадлежит несколько сочинений в жанре исторической прозы.
Другие произведения:
Стихотворения

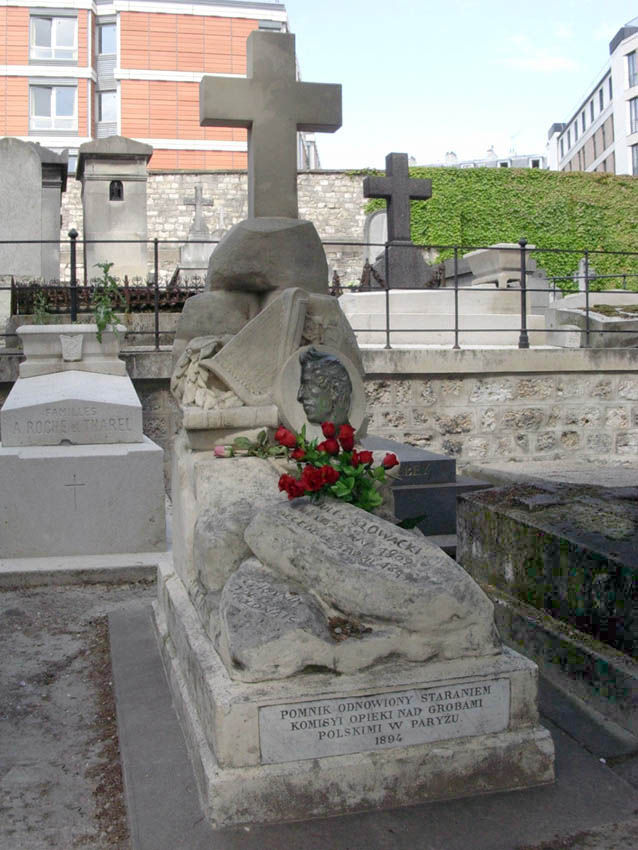
Сохранившиеся надгробие на кладбище Монмантр, Париж. Фото 2006 г.

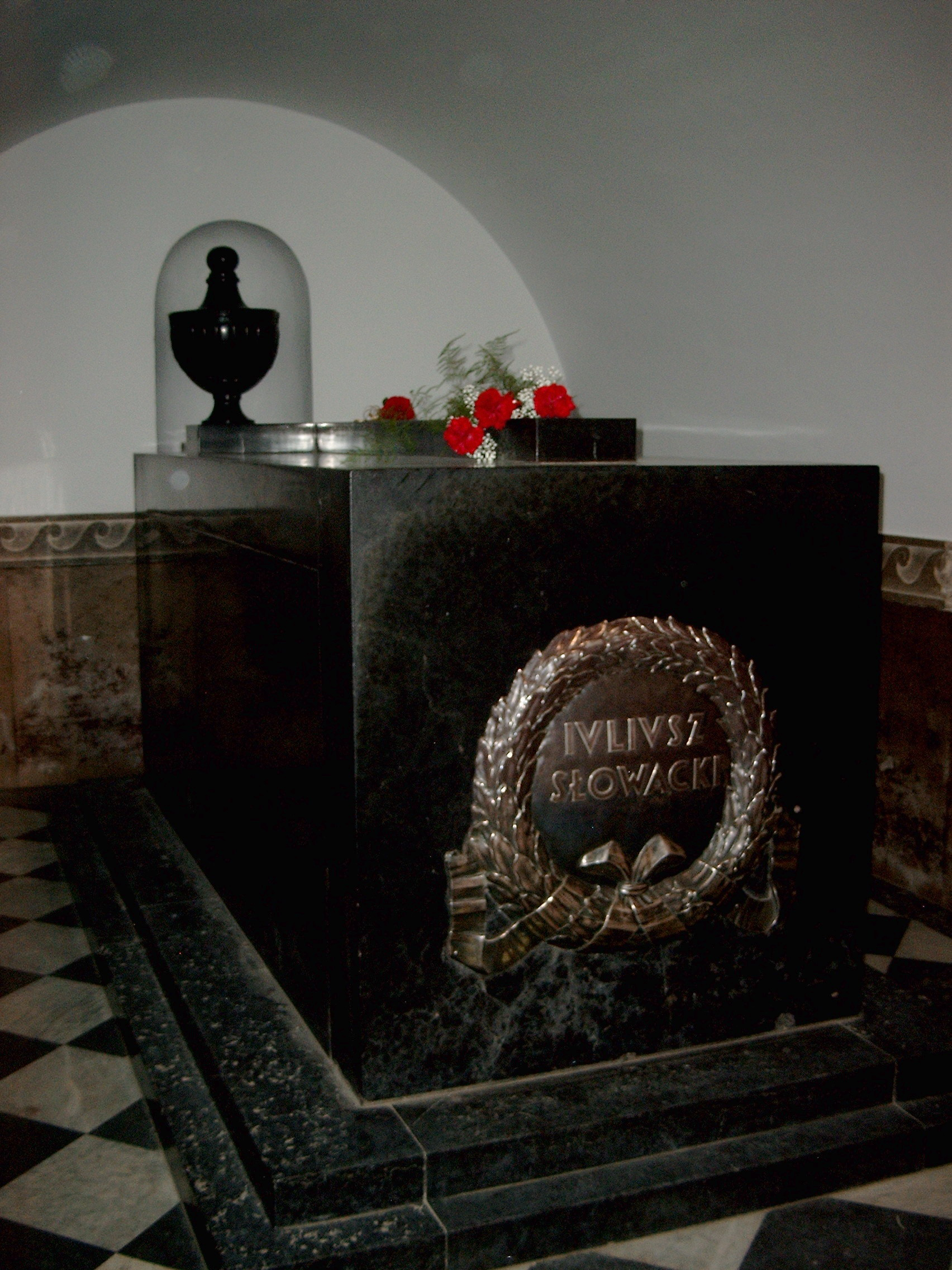
Гробница в Вавельском соборе

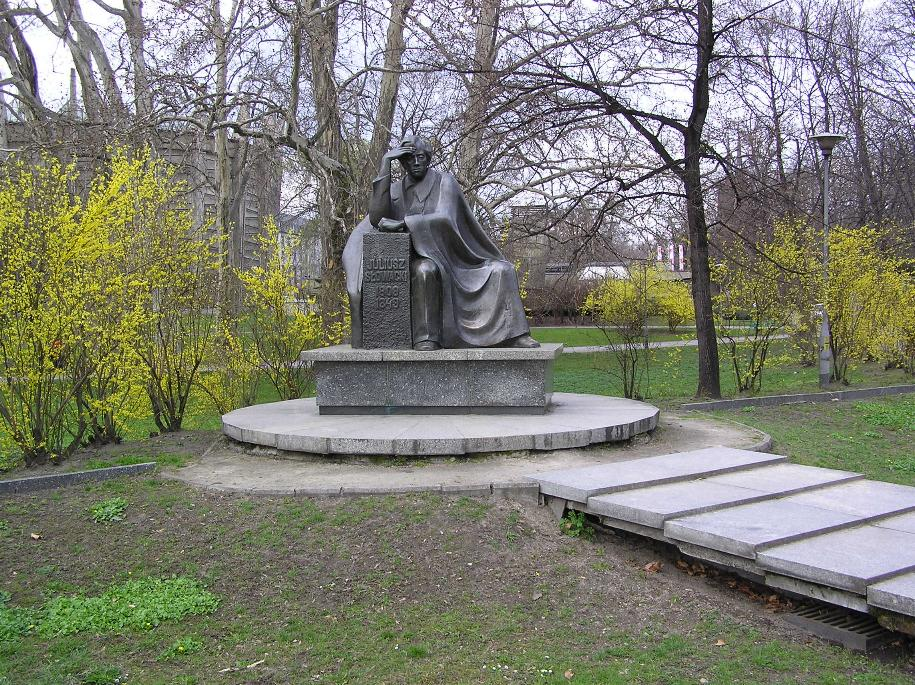
Памятник во Вроцлаве

«Гимн» (Грустно мне, Боже) (Hymn (Smutno mi, Boże!)) (1836)
Драмы
- «Мария Стюарт» („Maria Stuart“, 1830)
- «Миндовг, король литовский» („Mindowe“, 1831)
- «Кордиан» („Kordian“, 1834)
- «Балладина» (поль., „Balladyna“, 1834 год; опубликован в 1839 году)
- «Горштыньский» („Horsztyński“, 1835; опубликована 1881)
- «Лилла Венеда» („Lilla Weneda“, 1839)
- «Мазепа» („Mazepa“, 1839)
- «Серебряный сон Соломеи» („Sen srebrny Salomei“, 1843)
- «Фантазий» („Fantazy“, 1841; 1845—1846)
- «Ксёндз Марек» („Ksiądz Marek“, 1843)

#### Постановки на русском языке
- Польский театр в Москве. «Мария Сюарт» (2012) — режиссёр Евгений Лавренчук

Поэма в прозе
- «Ангелли» („Anhelii“, 1838; русский перевод)

Поэмы
- «В Швейцарии» („W Szwajcarii“, 1835—1836; опубликована 1839)
- «Ламбро» (1833)
- «Отец зачумлённых» („Ojciec zadżumionych“) (1839)
- «Вацлав» („Wacław“) (1839)
- «Бенёвский» („Beniowski“, 1840—1841; неокончена, опубликована 1841, русский перевод 1973)

Эпопея
- «Король-Дух» („Król-Duch“, не закончена)

## Переводы
В России произведения Словацкого, как и других польских поэтов-эмигрантов, долгое время были запрещены и поэтому мало известны. Среди первых переводов — трагедия «Мазепа» в переводе Н. Л. Пушкарева («Отечественные записки», 1874, № 7), «Ренегат» в переводе П. А. Козлова («Русская мысль», 1880, № 3), а также в его же переводе отрывки из поэм «Ян Белецкий» и «Монах»; «Отец зачумлённых» в переводе А. Селиванова («Вестник Европы», 1888, № 10).
В конце XIX века и начале XX века появились переводы К. Д. Бальмонта (драмы «Балладина», «Лилля Венеда», «Геллион-Эолион» и другие произведения), Д. Д. Бохана и других русских поэтов. После Второй мировой войны публиковались переводы А. Ахматовой, Б. Пастернака, Л. Мартынова, В. Луговского и др.

## Издания
- Словацкий Юлий. Ангелли. Поэма. Пер. с польского Анатолия Виноградова. М.: Мусагет, 1913. 95 с.[6]
- Избранное. М., 1952
- Избранные сочинения в двух томах. М., 1960
- Лирика. М., 1966
- Бенёвский. М.: Художественная литература, 1973. 268 с., 25 000 экз.
- Стихи. Мария Стюарт. М., 1975

## Память
- По случаю 200-летия со дня рождения поэта в 2009 году почтой Польши введена в оборот марка с его изображением.
- Именем Словацкого названы улицы в ряде городов, в частности, Львове, Луцке, Тернополе, Ровно, Днепре и других городах. Улица длиной в 270 метров в Вильнюсе, названная именем Словацкого, располагается в Новой Вильне)[7].
- Именем Словацкого назван театр в Кракове — Театр имени Юлиуша Словацкого в Кракове.